# Lökött lakótársak
A Lökött lakótársak (eredeti cím: Some of My Best Friends, a bemutatója előtt Macho Man and Me and Frankie Z címen reklámozták) 2001-ben bemutatott amerikai televíziós szitkomsorozat, ami az 1997-es Kiss Me, Guido című film alapján készült. A műsor alkotói Marc Cherry és Tony Vitale, a történet pedig egy Greenwich Villageben élő meleg író és hetero férfi szobatársa mindennapjaiba enged betekintést. A főszerepeket Jason Bateman és Danny Nucci játszották, mellette visszatérő szerepben Alec Mapa, Jessica Lundy és Michael DeLuise voltak láthatók.
A sorozatot az Amerikai Egyesült Államokban a CBS kezdte adni 2001. február 28-án, azonban 5 rész után, április 11-én levették műsorról, a maradék két elkészült rész nem került bemutatásra. Magyarországon a TV2 mutatta be 2005. február 7-én, ahol a két bemutatatlan epizódot is leadták.

## Cselekmény
Warren Fairbanks egy meleg író, aki Greenwich Villageben lakik és akit nemrég dobott a barátja. Warren így újságban ad fel egy hirdetést új lakóstársat keresve, GWM ("Gay White Male", azaz "fehér meleg férfi") jeligével. A hirdetésre jelentkezik Frankie Zito, aki félreértve a jeligét azt hiszi, hogy az a "Guy With Money" ("pénzes fickó") rövidítése, így be is költözik a férfi mellé. Időközben leesik neki Warren homoszexualitása, ami Frankie-t kezdetben nagyon zavarja, azonban közös mindennapjaik során a két férfi szép lassan összebarátkozik.

## Szereplők
| Színész         | Szerep           | Magyar hang    |
| --------------- | ---------------- | -------------- |
| Jason Bateman   | Warren Fairbanks | Széles Tamás   |
| Danny Nucci     | Frankie Zito     | Seder Gábor    |
| Michael DeLuise | Pino Palumbo     | Láng Balázs    |
| Jessica Lundy   | Meryl Doogan     | Böhm Anita     |
| Alec Mapa       | Vern Limoso      | Bartucz Attila |

## Epizódok
| #  | Cím                          | Rendező       | Író                                    | Premier                             | Nézettség             |
| -- | ---------------------------- | ------------- | -------------------------------------- | ----------------------------------- | --------------------- |
| 1. | Pilot                        | James Widdoes | Marc Cherry, Tony Vitale               | 2001. február 28. 2005. február 7.  | 7,1 millió            |
| 2. | Fight Night                  | James Widdoes | John Pardee, Joey Murphy               | 2001. március 7. 2005. február 8.   | 6,4 millió            |
| 3. | Blah, Blah, Blah             | James Widdoes | Judd Pillot, John Peaslee              | 2001. március 12. 2005. február 11. | 12,1 millió           |
| 4. | A Brief Encounter            | James Widdoes | John Pardee, Joey Murphy               | 2001. március 28. 2005. február 22. | 7,2 millió            |
| 5. | Shaggy Dog Story             | James Widdoes | Judd Pillot, John Peaslee              | 2001. április 11. 2005. február 28. | 6,4 millió            |
| 6. | Scenes from an Italian Party | James Widdoes | Terry Maloney Haley, Mindy Morgenstern | 2005. március 2.                    | (nem került leadásra) |
| 7. | The Marriage Counselor       | James Widdoes | Marc Cherry                            | 2005. március 4.                    | (nem került leadásra) |